# Centropus goliath
Il cucal golia o cuculo fagiano gigante (Centropus goliath Bonaparte, 1850) è un uccello della famiglia Cuculidae.

## Distribuzione e habitat
Questo uccello è endemico dell'Indonesia.

## Tassonomia
Centropus goliath non ha sottospecie, è monotipico.